# Erlenbachaue bei Neu-Isenburg
Erlenbachaue bei Neu-Isenburg este o arie protejată (arie specială de conservare — SAC, sit de importanță comunitară — SCI) din Germania întinsă pe o suprafață de 19,62 ha, integral pe uscat.

## Localizare
Centrul sitului Erlenbachaue bei Neu-Isenburg este situat la coordonatele 50°03′09″N 8°43′02″E / 50.0525°N 8.7172°E.

## Înființare
Situl Erlenbachaue bei Neu-Isenburg a fost declarat sit de importanță comunitară în noiembrie 2004 pentru a proteja 1 specie de animale. Situl a fost protejat și ca arie specială de conservare în martie 2008.

## Biodiversitate
Situată în ecoregiunea continentală, aria protejată conține 2 habitate naturale: Fânețe de joasă altitudine (Alopecurus pratensis, Sanguisorba officinalis), Păduri aluvionare cu Alnus glutinosa și Fraxinus excelsior (Alno-Padion, Alnion incanae, Salicion albae).
La baza desemnării sitului se află o specie protejată de  nevertebrate: phengaris nausithous (Maculinea nausithous).